# Bíbic

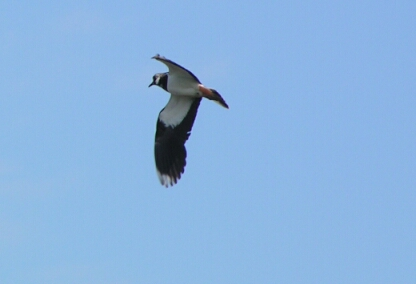
A bíbic könnyen felismerhető széles szárnyairól és csapongó röptéről

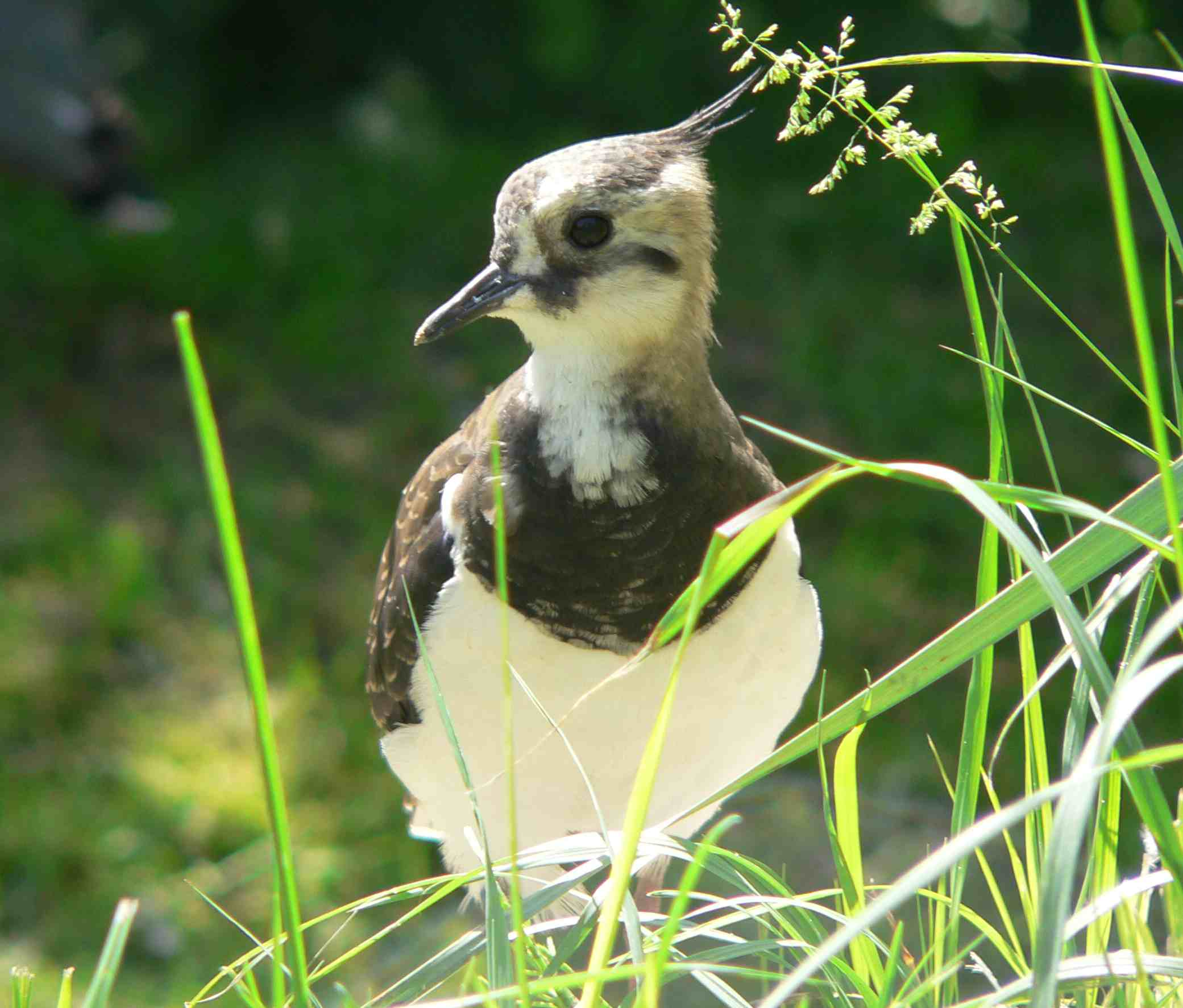
Fiatal példány

A bíbic (Vanellus vanellus), régi népi nevein bébic, libuc, kibic, klíbicz a madarak osztályának lilealakúak (Charadriiformes) rendjébe, ezen belül a lilefélék (Charadriidae) családjába tartozó faj. A bíbic hangutánzó szó, mint az számos nyelvben így van. Angolul: peewit; hollandul: kievit; németül: Kiebitz (ejtsd: kíbic). A német szó a magyar képzésére is hatással lehetett. A Magyar Madártani és Természetvédelmi Egyesület 2001-ben megérdemelten „Az év madarává” választotta, hiszen a bíbic igen kedvelt madár Magyarországon, számuk mégis csökken. Az okokat lásd alább.

## Előfordulása
A faj Eurázsia lakója, Skandináviától délre, Észak-Afrikáig közönséges, Kelet-Kínáig is kiterjed az élőhelye. Európában csupán Portugáliában, Spanyolország és a Balkán egyes részein, Görögországban illetve Olaszországban számít ritkának, vagy nincs is jelen. A hollandok 200-300 000-re becsülik az ott fészkelő párok számát (2000), s náluk szinte nemzeti madárnak számít, hozzátartozik a vidék képéhez. Magyarországon ez a szám 93 000 és 150 000 között lehet valahol (MME Monitoring, 1990-2002). Hazánkban a legtöbb bíbic a Tisza vidékén és a Tiszántúlon fészkel. Ősszel és tavasszal számos északabbra költő példány vonul át a Kárpát-medencén, és enyhébb idő esetén akár el is időzhetnek itt. Elsősorban a síkvidéki vizes területek, de akár hegy- és dombvidéki medencék, folyóvölgyek képezik otthonát.

## Megjelenése
Igen feltűnő, fekete-fehér alapszínű, bóbitás madár. Feje változó mértékben elöl, és a szeme alatti csíkban fekete, hátrább fehéres. Mozgatható fekete bóbitája igen hosszú, tollból tevődik össze, gyakran kettő, vagy több részre hasadt. Szárnya széles, lekerekített, a fényben leginkább zöldesen, s némelyütt bíboran és kéken csillogó. Csőre meglehetősen rövid. A torok csak nászidőszakban fekete, egyébként fehér. Hasa fehér, szárnyalja halvány gesztenyevörös. Kisebb nemi és fiatal-felnőttkori különbségek mutatkoznak: A hím főleg kontrasztosabb, fehér "mellénykéje" feltűnőbb, illetve bóbitája jóval hosszabb, a fiatalhoz vagy a tojóhoz viszonyítva. A fiókák rejtőszínűek, hasuk piszkossárga, hátuk világosbarna alapon sötéten foltozott. Ennek köszönhetően zsombékosban elbújt bíbicfiókát igen nehéz fölfedezni.
Átlagos testhossza 28–33 centiméter, szárnyfesztávolsága ehhez képest meglehetősen nagy, 67–87 centiméteres. A bíbicek kb. 140–320 grammot nyomnak.

## Életmódja
Az ingovány, puha süppedős talaján rendkívül ügyesen tud szaladni, s ebben három hosszú és előre jól szétterpeszthető ujja van a segítségére. A negyedik ujj hátrafelé néz, s csupán egy rövid csökevényként képviselteti magát.A bíbic különféle rovarokkal, pókokkal, csigákkal, gyűrűsférgekkel táplálkozik, amelyeket rövid, hegyes csőrével kap el, miközben kimért léptekkel halad az alacsony vízben vagy a fűben. Ezt az étrendet kevés zöld fűvel és magvakkal egészíti ki. Alapvetően magányos madár, de táplálékban gazdag helyen igen sok példány is összegyűlhet.
A legkorábban érkező költöző madarak közé tartozik. Általában márciusban jön meg, de néha már februári zord hidegben is megjelennek első képviselői, s ilyenkor sem áll tovább, hanem a hóval fedett vidéken élelem után kutat, s ha tovább tart a fagy bizony ezek a példányok a koplalástól elgyöngülve el is pusztulnak.
Tavasszal és nyáron aztán sokat hallatja rövid, éles, sipításhoz hasonló hangját (mintha egy luftballonból, száját széthúzva, gyorsan levegőt eresztenénk ki, vagy csipogó játékot nyomnánk be), de repülés és udvarlás közben másféle hangokat is ad ki. Könnyű azonosítani a csapongó, ide-oda suhanó, levegőben szinte bukfencező madarat, akrobatikus röptéről, oldalfelé kiszélesedő szárnyairól. A talajhoz, vízhez közel nyugodtan száll, s a magasból rögtön elkezdi őrült mutatványait. Nyílegyenesen a földig zúg, majd hirtelen függőlegesen fölfelé csap. Valóban kevés faj vetekedhet a bíbiccel manőverezés, s ügyesség kérdésében. Ezt a képességét gyakran használja ki, mikor pl. a héját, ölyvet csapatosan "zaklatja", azaz csipkelődik, rá-rárepül, mígnem a ragadozó bosszúsan eltávozik. Táplálékkeresés közben gyakran kapja fel villámgyorsan a fejét és körbekémlel. Ébersége révén a többi parti madár is értesül a veszélyről, így odafigyelnek a bíbicre. Szokása a madárnak a lubickolás sekély vízben, illetve tolltisztogatás: csőrével a szárny alatti részt és hasát, míg lábával a fejét vakarja.
A faj rövidtávú vonuló, késő ősszel-kora télen (rendszerint szeptember, október környékén) kisebb csapatokban indul útnak. A magyar bíbicek elsősorban az Atlanti-óceán partvidékén és Északnyugat-Afrikában telelnek, a máshonnan érkezők azonban Dél-Afrikáig is elrepülnek.

## Szaporodása

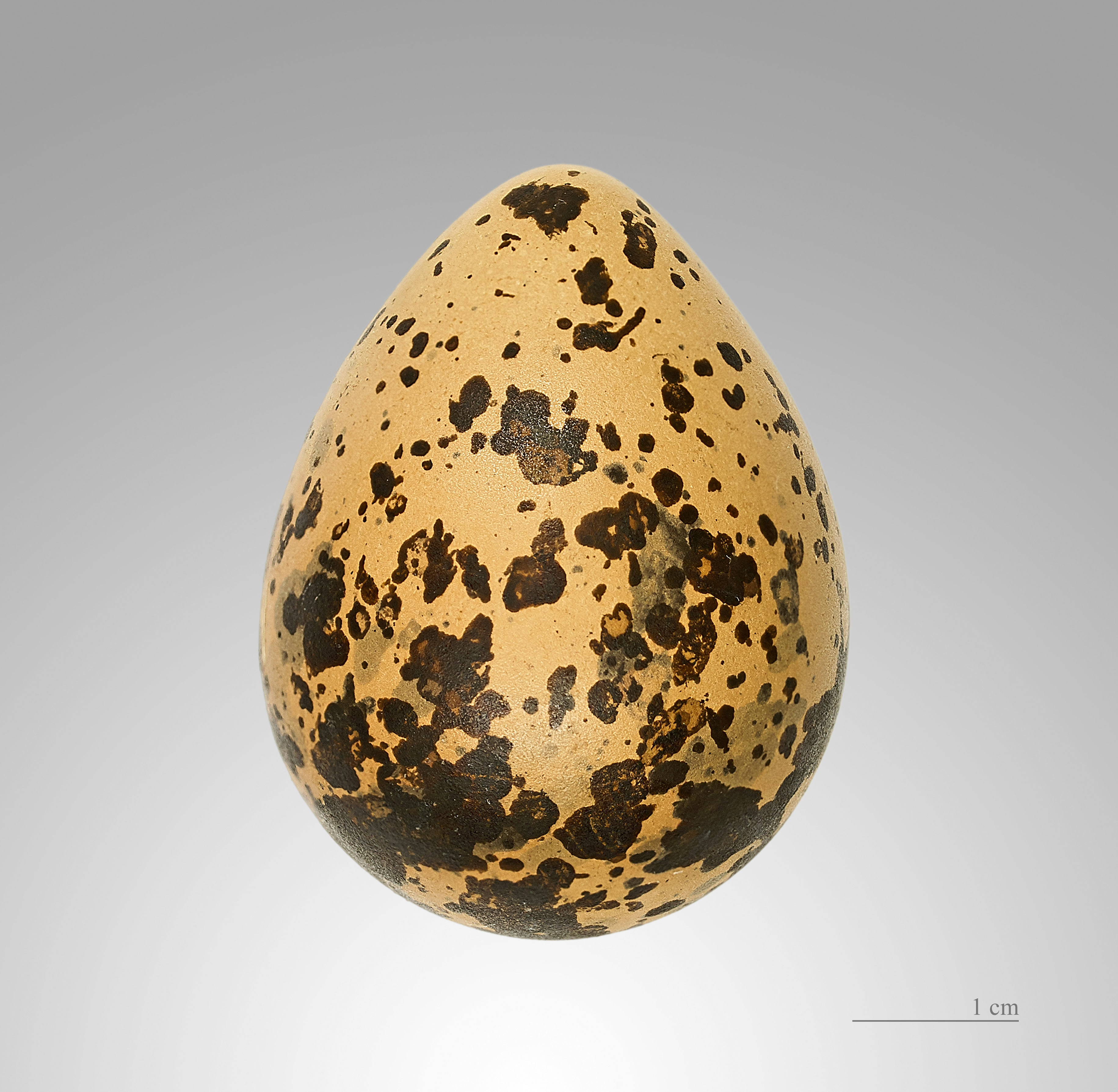
a bíbic tojása

A vándorlásból visszatérő bíbicek előszeretettel keresik fel régebbi költőhelyeik környékét. Kutatások szerint a hímek 80%-a monogám (egynejű, csak egy tojóval párosodik) és 20%-a poligám (többnejű, több tojóval is párosodik). A poligám hímeknek van egy elsődleges és egy másodlagos párja, mindkét nőstény egy-egy fészekaljat költ ki a hím területén. A nőstényekre egyáltalán nem jellemző a poliandria (többférjűség), ennek gyakorisága 1% alatt van. Jobbnak bizonyulnak a poligám hímek a sikeres fészkek számában. Úgy néz ki a másodlagos nőstények maguk választanak olyan párt, aki már korábban párzott, s nem kényszerből, a még nem párzott hímek alacsony száma miatt. Az elsődleges és másodlagos tojók között lényeges különbség (pl. testtömeg, sikeres fészkek száma) nincsen, egyenrangúak. Egy nagyobb területen több pár is fészkelhet, de sosem túlságosan közel egymáshoz, ugyanis a bíbic territóriumot tart fönn fészke körül. A territórium mozaikos, mivel a fészekrakáshoz, és a fiókák neveléséhez más-más körülmények szükségesek.
A párzás igen érdekes és ritualizált:
A hím többször ismétlődő gyors, magas, mégis öblös hangsorozatot hallatva, lassú szárnycsapásokkal, meredeken fölfelé emelkedik, vadul körözni kezd, még följebb szárnyal majd észveszejtő sebességgel, szó szerint mint egy kamikaze, ide-oda csavarva szárnyait lefelé húz, s közben hallani lehet, ahogy a levegőt hasítja. De mielőtt még benyesődne a földbe lelassít és ívesen leszáll. Izgatottan, kimerevített bóbitával a tojó irányába rohan. A hím a tojó közelében jobbra-balra tipeg, kaparja a földet, mintha fészket építene, gyakran káka, vagy sás szárát kapja fel, és azt oldalra vagy maga mögé veti. Van amikor egymás körül futkároznak, együtt repülnek. A tojó hajlandóságát a kopulálásra (párzásra), reszelő, recsegő hanggal jelzi.
Fészkük nem is igen nevezhető annak, csak tákolmány, egy talajba kapart, száraz fűszálakkal hevenyészett módon bélelt mélyedés, amelybe legtöbbször 4, esetleg 3 terepszínű (barnás-olajzöld) tojás kerül. Nem fészkel az ingoványban, inkább az alacsony füvű réteket, a mezőket, legelőket és ugarokat részesíti előnyben. Évente egyszer költ, a pár mindkét tagja fölváltva 24-28 napon keresztül kotlik tojásokon. Kikelésük után a fiókák egy-két napig még a fészekben maradnak, majd szétszóródnak a környéken szüleik szigorú felügyelete alatt, hogy táplálékot, jobbára apró rovarokat, keressenek. Veszély esetén a kicsik meglapulnak a sás közt, s álcázzák magukat. De nem maradnak magukra, hiszen a szülők a lilefélékre jellemző módon, azt tettetik, hogy eltörött a szárnyuk, s így elterelik a ragadozók figyelmét a fészekaljról. Tovább is mennek ha kell, és a túl közel merészkedő állatokat, legyen az juh, róka, gém, ragadozó madár, de még az embert megtámadják, vadul csapkodnak, és hangoskodással próbálják őket elijeszteni, csakhogy az ivadékaikat mentsék . A hősies védekezés ellenére a fiókák több, mint harmada a ragadozók vagy a természeti csapások áldozatául esik. Ha a fészekalj elpusztul, egy vagy két pótköltésre kerülhet sor.

## Védettsége
A bíbic Magyarországon védett, természetvédelmi értéke 50 000 forint.
A Természetvédelmi Világszövetség értékelése szerint a bíbicet nem fenyegeti különösebb veszély. SPEC értékelése sincsen. Ez elsősorban az óriási elterjedési területéből adódó nagy egyedszámnak köszönhető, azonban szinte mindenütt kisebb-nagyobb arányú fogyás tapasztalható.
Sokszor egy gyakorinak tartott madárnak a védelemről is beszélni kell, hiszen a haris is gyakori volt egykor, ma pedig világszerte veszélyeztetett madárfaj. A haris életmódjában rokonságot mutat a bíbiccel. Vonulás idején a bíbic is előszeretettel keresi fel a folyóvölgyeket kísérő nedves réteket, elöntött szántókat, s itt is telepedik meg. Mivel egész Európában csökken a vizes élőhelyek száma, ezért fontos feladatunk azok megóvása. Az ilyen élőhelyek eltűnésének oka többek között a mezőgazdasági területek kiterjesztése. A munkagépek és a ragadozók mellett a váratlanul hidegre fordult tavasz is megtizedelheti az állományt. A bíbic jelenléte lakóhelyünk határában azt jelenti, hogy érdemes nagyobb figyelmet fordítanunk ezekre a területekre. Aggasztó a helyzet az Egyesült Királyságban is. 2004-es fölmérések szerint Walesben és Anglia déli részén jelentős mértékben megfogyatkozott a bíbicek egyedszáma. Védelmük iskolapéldája lehetne a fajok fönnmaradásáért folytatott sikeres küzdelemnek. Megmutatná mit érhet el az összefogás, mely többszörösen is indokolt, lévén hasznos fajról van szó, az emberek szeretik őket és még viszonylag sok van belőlük. Az eredmények magukért beszélnének, egyértelmű lenne a változás.
A 20. század elejéig a bíbictojás keresett csemege volt. Hollandiában volt olyan év, hogy 800 000 bíbictojás került a piacra. Ma már tilos ezt fogyasztani.

## A bíbic megjelenése a kultúrában

Magyarországon számos hely viseli a bíbic nevét: Három városunkban (Budapest, Debrecen, Szeged) van Bíbic utca, Dunaújváros mellett található a Bíbic-hegy, Apátfalva (Csongrád-Csanád vármegyei) falu címerében bíbic madár látható, Tápiógyörgyén a Bíbic tanösvény ígér sok látnivalót. Ezenkívül szárnyashajó típust, szállókat és éttermeket, és egyéb épületeket is neveztek el róla. A bíbic a Heves vármegyei Atkár község címerállataként is feltűnik. Az irodalomban is fel-felbukkan ez a kedves madár.Olyan nagy költők említik, mint Petőfi Sándor, aki így ír róla Kiskunság című versében: 
```
„
Káka közt egy-egy gém nyakát nyujtogatja,
Közbe hosszu orrát üti víz alá a
Gólyafiak anyja,
Nagyot nyel, és aztán
Fölemeli fejét s körülnéz kényesen,
A vízparton pedig töméntelen 
bíbic

Jajgat keservesen.
”
```

Ugyancsak tőle A helység kalapácsában is hallunk bíbic felől: 
```
„
A becsukott templomban csend lett;
Nagyobb csend nincs a mocsárok partjainál sem,
Mikor a gém, 
bíbic
 s béka elalszik.
Csend vala hát.
”
```

A kortárs költők közül Tóth János A hársfán túl című versében hozza elő a madarat:
```
„
Megállok, ruhámba bogáncs kapaszkodik,
Az égen bíbic jajong, leszáll, sopánkodik.
Mutatja, hogy gyenge s törött a szárnya,
Menjek gyorsan fogjam el, siessek utána.
```

```
De hiába hív, e darabot ismerem már régen,
Ő a pusztában a legnagyobb élethű színészem.
Mert amit játszik az egy igazi nagy dráma,
Engem jobbra hív, mert balra van kicsi fiókája.
```

```
De megnyugtatom, mégis csak utána megyek
A kis csatorna partján majd megpihenhetek.
Messziről látom nádas, dimbes-dombos partját,
A szél orromra köti az iszapos víz finom illatát.
”
```

Külföldön is sokan ismerik a bíbicet. Hollandiában például hagyománya van annak, hogy megkeresik az év első bíbictojását (eerste kievitsei).

## További információk

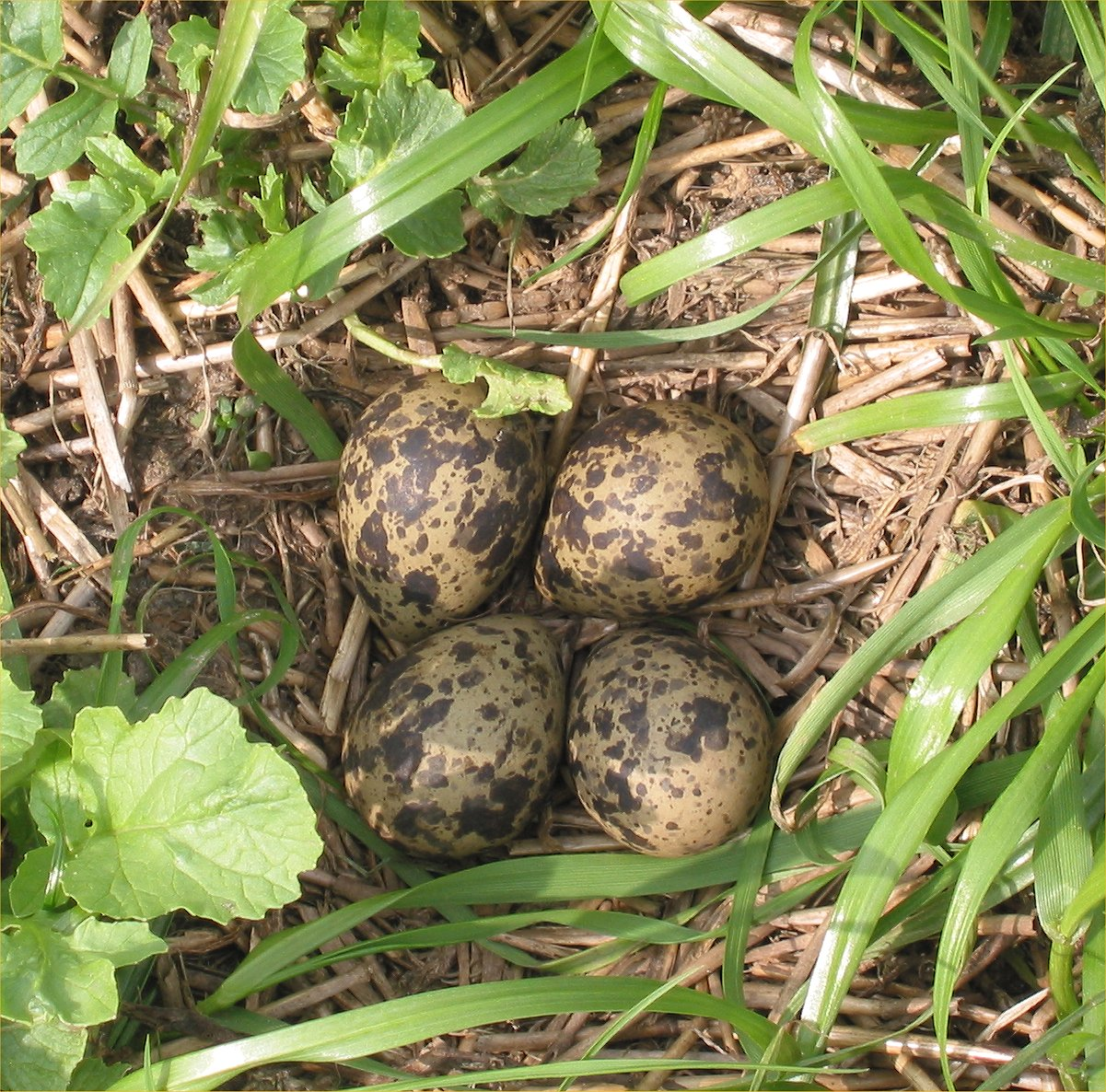
4 tojásból álló fészek

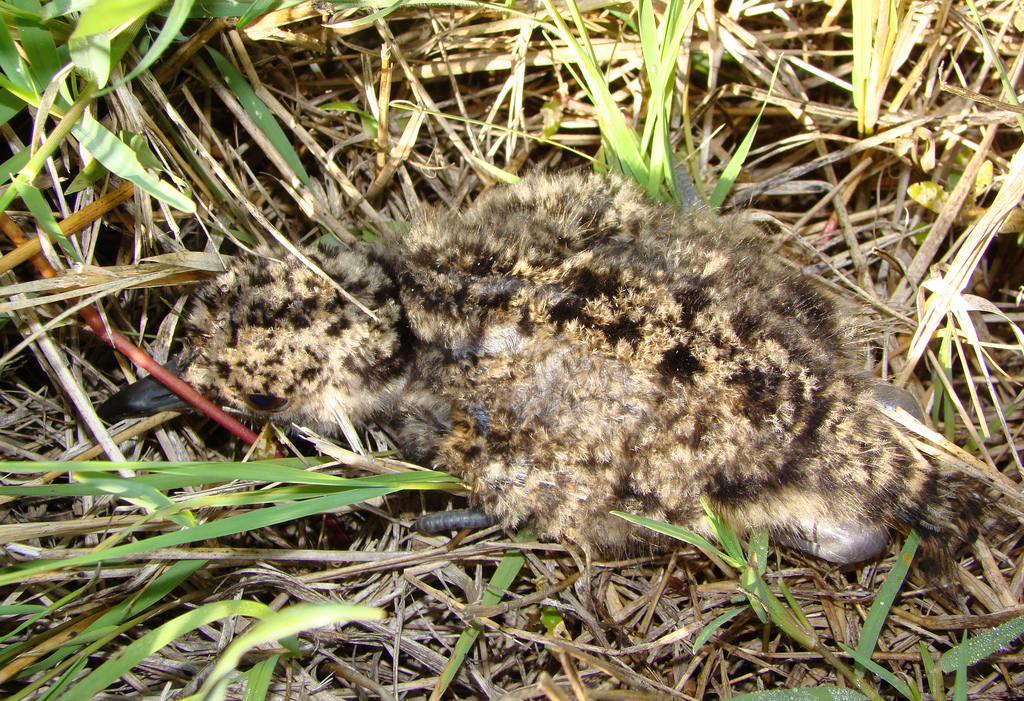
A fiókákat elrejti a tarka színű pehelytollak tömege.